# ساحل سلیم
ساحل سلیم (قبطی: ⲙⲁⲣⲥⲁⲗⲓⲙ Marsalim) نام شهری در استان اسیوط، مصر است.